# Río Arimao
Río Arimao är ett vattendrag i Kuba.   Det ligger i provinsen Provincia de Cienfuegos, i den centrala delen av landet, 240 km sydost om huvudstaden Havanna.